# ديني بايلز
ديني بايلز (بالإنجليزية: Dinny Pails)‏ كان لاعب كرة مضرب أسترالي بدأ مسيرته كمحترف سنة 1947 وكان يلعب باليد اليمنى، اعتزل اللعب في 1969. كما أنه أحد أبطال الجراند سلام. أعلى تصنيف له في الفردي كان المركز الـ 6 في سنة 1947.

## النهائيات

### الفردي (الألقاب 1, الوصافة 1)
| الحصيلة | السنة | البطولة                       | الأرضية | المنافس     | النتيجة                 |
| ------- | ----- | ----------------------------- | ------- | ----------- | ----------------------- |
| الوصافة | 1946  | بطولة أستراليا المفتوحة للتنس | عشبية   | جون بروميتش | 7–5, 3–6, 5–7, 6–3, 2–6 |
| الفوز   | 1947  | بطولة أستراليا المفتوحة للتنس | عشبية   | جون بروميتش | 4–6, 6–4, 3–6, 7–5, 8–6 |

### الزوجي (الوصافة 1)
| الحصيلة | السنة | البطولة  | الأرضية | الشريك    | المنافس             | النتيجة       |
| ------- | ----- | -------- | ------- | --------- | ------------------- | ------------- |
| الوصافة | 1946  | ويمبلدون | عشبية   | جيف براون | توم براون جاك كرامر | 4–6, 4–6, 2–6 |

## روابط خارجية
- ديني بايلز على موقع رابطة محترفي التنس (الإنجليزية)
- ديني بايلز على موقع الاتحاد الدولي لكرة المضرب (الإنجليزية)
- ديني بايلز على موقع كأس ديفيز (الإنجليزية)
- ديني بايلز على موقع خلاصة التنس.كوم (الإنجليزية)